# Wolfgang Kaiser (Physiker)
Wolfgang Kaiser (* 17. Juli 1925 in Nürnberg; † 20. Oktober 2023) war ein deutscher Experimentalphysiker, der sich sowohl mit Festkörperphysik als auch mit Laserphysik und Laserspektroskopie befasste.

## Laufbahn
Kaiser wurde 1952 in Erlangen promoviert, war dann als Post-Doc an der Purdue University, ab 1954 bei den US Army Signal Corps Engineering Laboratories in Fort Monmouth und 1957 bis 1964 bei den Bell Laboratories in Murray Hill. Er war ab 1964 Professor für Experimentalphysik an der Technischen Universität München, wo er in den 1960er-Jahren eine international renommierte Arbeitsgruppe zur Laserphysik und Laserspektroskopie aufbaute und 1993 emeritierte. Er gehörte zusammen mit Heinz Maier-Leibnitz zu den Initiatoren des tiefgreifenden Umbaus der Fakultät für Physik der TUM in ein Department und dessen Umzugs nach Garching.

## Forschung
Kaiser war vor allem für seine Arbeiten über Laserspektroskopie mit ultrakurzen Lichtpulsen bekannt, die er sowohl in der Festkörperphysik als auch in der Biophysik und Chemie anwandte (z. B. Photochemie des Bakteriorhodopsins in der Photosynthese, zeitaufgelöste Spektroskopie der Reaktionen organischer Moleküle). Er war ein Laserpionier der ersten Stunde und war ab 1960 an den Bell Labs an der frühen Entwicklung des Rubinlasers beteiligt und entdeckte dort mit C. G. B. Garrett die Zwei-Photonen-Absorption, die schon von Maria Goeppert-Mayer 1931 vorhergesagt wurde und danach ein wichtiges Element der Laserspektroskopie wurde. Mit seinen Arbeitsgruppen in München untersuchte er weiterhin unter anderem stimulierte Raman- und Brillouin-Streuung, Lebensdauer von Phononen in Festkörpern aus zeitaufgelöster Raman-Spektroskopie, Selbstfokussierungseffekte in der nichtlinearen Optik.
In den 1950er-Jahren beschäftigte er sich mit Halbleitern, wo er ebenfalls Pionierleistungen vollbrachte, unter anderem in der Infrarotspektroskopie-Untersuchung von Valenzbandstrukturen dotierter Halbleiter oder der Untersuchung der Fotoleitung dotierter Germanium-Halbleiter, später Grundlage für darauf basierende Infrarotdetektoren. Außerdem klärte er 1954 die Rolle von eindiffundierendem Sauerstoff bei der Züchtung von Silizium- und Germanium-Einkristallen und war damit wesentlich an der damals einsetzenden Entwicklung der Halbleitertechnologien beteiligt.

## Ehrungen und Mitgliedschaften
- 1972: Erwählung zum Fellow der American Physical Society
- 1982: Max-Born-Preis der Deutschen Physikalischen Gesellschaft (DPG) und des englischen Institute of Physics
- 1986: Lippincott Preis der Optical Society of America
- 1994: Stern-Gerlach-Medaille der DPG.
- 1995: Maximiliansorden für Wissenschaft und Kunst

Wolfgang Kaiser war mehrfacher Ehrendoktor (u. a. Purdue University 1993) und Mitglied der Bayerischen Akademie der Wissenschaften, der National Academy of Sciences der Vereinigten Staaten und der Academia Europaea.

## Schriften
- Von kurzen zu ultrakurzen Laserpulsen. In: Physikalische Blätter. Juli 1994, S. 661.  doi:10.1002/phbl.19940500711 (Rede anlässlich der Verleihung der Stern-Gerlach-Medaille).
- als Herausgeber: Ultrashort Laser Pulses : Generation and Applications, Springer 1993
- als Herausgeber: Ultrashort Laser Pulses and Applications, Springer 1988
- Der Laser : Grundlagen und neue Ergebnisse, Abhandlungen und Berichte, Deutsches Museum 1967

## Verweise
1. ↑  Traueranzeige in der Süddeutschen Zeitung vom 31. Oktober 2023, abgerufen am 31. Oktober 2023
2. ↑  History of the Physics Department of TUM. ph.tum.de, abgerufen am 16. April 2019 (englisch).
3. ↑  50 Jahre Physik-Department: Hier haben sechs Nobelpreisträger geforscht. In: Münchner Merkur. 23. Juli 2015, abgerufen am 16. April 2019.
4. ↑  Bildergalerie Festakt 50 Jahre Physik-Department. TUM, 22. Juli 2015, abgerufen am 16. April 2019 (mit zahlreichen Fotos).
5. ↑  R. J. Collins, D. F. Nelson, A. L. Schawlow, W. Bond, C. G. B. Garrett, W. Kaiser: Coherence, Narrowing, Directionality, and Relaxation Oscillations in the Light Emission from Ruby. In: Physical Review Letters. 5, Nr. 7, 1960, S. 303, doi:10.1103/PhysRevLett.5.303.
6. ↑  C. G. B. Garrett, W. Kaiser: Two-Photon Excitation in CaF2: Eu2+. In: Physical Review Letters. 7, Nr. 6, 1961, S. 229–232, doi:10.1103/PhysRevLett.7.229.

| Personendaten    | Personendaten      |
| ---------------- | ------------------ |
| NAME             | Kaiser, Wolfgang   |
| KURZBESCHREIBUNG | deutscher Physiker |
| GEBURTSDATUM     | 17. Juli 1925      |
| GEBURTSORT       | Nürnberg           |
| STERBEDATUM      | 20. Oktober 2023   |